# سميلاكس مورانينسيس
فشاغ مورانينسيس أو سميلاكس مورانينسيس (بالإنجليزية: Smilax moranensis)‏ هو نوع نباتي من فصيلة الفشاغيات وينمو في المناخات الدافئة والمعتدلة. موطنها الأصلي هو المناطق الجبلية في المكسيك من سونورا وتشيواوا جنوبًا إلى تشياباس.
سميلاكس مورانينسيس هو نبات زاحف متسلق يصل ارتفاعه في بعض الأحيان إلى 10 أمتار (33 قدمًا). الأوراق بيضاوية عريضة، مستديرة القاعدة ومدببة قليلاً نحو الطرف. تولد الأزهار في مظلات في محاور الأوراق، ولكل منها 6 سيقان صفراء خضراء.

## التسمية
اسم سميلاكس مورانينسيس يتكون من جزئين رئيسيين: Smilax و moranensis، ولكل جزء منهما دلالات محددة.

#### سميلاكس(بالإنجليزية:Smilax moranensis)‏
- سميلاكس أو الفشاغ هو جنس نباتي ينتمي إلى فصيلة الفشاغيات، ويضم العديد من الأنواع التي تتصف بأنها متسلقة ومعمرة. يتميز هذا الجنس بوجود نباتات ذات سيقان شائكة وأوراق دائمة الخضرة، ويشمل نباتات طبية وأخرى زينة.
- الاسم سميلاكس يعود إلى الكلمة اليونانية القديمة "smilax" التي تعني "التواء" أو "الكرمة"، في إشارة إلى طبيعة هذه النباتات المتسلقة.

#### مورانينسيس(بالإنجليزية:Smilax moranensis)‏
- الجزء الثاني من الاسم، مورانينسيس، هو اسم نوعي يشير إلى مكان اكتشاف أو وجود النبات. غالبًا ما يتم إضافة هذه الأسماء لتحديد المنطقة الجغرافية التي تم العثور فيها على النبات أو المنطقة التي ينتمي إليها.[6]
- في هذه الحالة، مورانينسيس يشير إلى منطقة موران بالقرب من مدينة مينرال ديل مونتي (Mineral del Monte).[6] هذا النوع من الأسماء الجغرافية يستخدم لتحديد النباتات التي تنمو في مناطق معينة أو ترتبط بتاريخ معين.

## الاستخدامات
يتم استخدام هذا النوع طبياً تحت الاسم الشائع زارزاباريلا. يحظى بتقدير خاص لخصائصه المقشعة والمدرة للبول والمضادة للالتهابات. ويقال أيضًا أنه مفيد في علاج مرض السكري من النوع الثاني.

## تفاصيل الجينوم
- الهيكل: الجينوم الكلورو بلاستي هو هيكل دائري طوله 157,907 قاعدة.[4]
- نسبة القواعد الجزيئية الغوانين (G) والسيتوزين (C): الجينوم يحتوي على 37.16% من الـ GC (القاعدة الجزيئية المكونة من الغوانين والسيتوزين).[4]
- الجينات: تم تحديد 112 جينًا فريدًا في هذا الجينوم، بما في ذلك 78 جينًا مشفرًا للبروتين، و30 جينًا للحمض نووي ريبوزي النقل، وأربعة جينات للحمض نووي ريبوزي الريبوسومي.[4]

## التحليل الفيلوجيني
- التحليل الفيلوجيني باستخدام الجينوم الكلورو بلاستي الكامل لفصيلة الفشاغيات أظهر أن الفُشَاغ يعتبر أحادي الأصل (أي أنه ينحدر من سلف مشترك واحد).[4]
- تم تحديد مكان سميلاكس مورانينسيس كأقرب نوع إلى الأنواع الأخرى في جنس الفُشَاغ، مما يتيح بناء شجرة تطورية دقيقة لهذه العائلة.[4]